# Социал-демократическая партия Хорватии и Славонии
Социал-демократическая партия Хорватии и Славонии (СДПХиС; хорв. Socijaldemokratska stranka Hrvatske i Slavonije, SDSHiS) — социал-демократическая политическая партия в Королевстве Хорватия и Славония в составе Австро-Венгрии. Партия действовала с 1894 по 1916 год. Первая рабочая партия на югославской земле.

## История
Социал-демократическая партия Венгрии, основанная в Будапеште в 1890 году под названием Всеобщей рабочей партии, включала, в том числе, и хорватских социалистов. После съезда СДПВ 1894 года социалисты из Королевства Хорватия и Славония 8-9 сентября 1894 года в Загребе основали отдельную социал-демократическую партию. Первоначально партию возглавлял Иван Анцел, а после 1901 года — Вилим Букшег и Витомир Корач.
В 1896 году приняла программу по образцу Эрфуртской программы немецкой социал-демократии: программа-минимум требовала осуществления демократических свобод, всеобщего избирательного права, 8-часового рабочего дня, социального законодательства. СДПХиС распространяла социалистическую печать, в которой разоблачала классовый характер австро-венгерского господства. Партия располагалась на левом крыле демократического национального движения, однако колебалась между революционной и более умеренной тактикой, а её руководство стремилось удерживать рабочее движение в строгих рамках законности и придерживалось идей постепенного перерастания капитализма в социализм.
Учитывая относительную неразвитость промышленности и малочисленность рабочего класса в Хорватии того времени, членов в партии первоначально было довольно мало, и в основном это были иностранные рабочие, в том числе немцы. Тем не менее, в 1897 году партия организовала массовые забастовки в Славонии, а в 1895—1897 и 1905—1907 годах некоторые партийные организации руководили массовыми выступлениями крестьян в Среме, за что подверглись преследованиям властей. СДПХиС также организовывала профсоюзы, в том числе общехорватский Межпрофессиональный совет в 1906 году.
В 1890-х годах рабочее движение в Хорватии имело больше возможностей в Загребе и Риеке. Однако в начале XX века партия начала постепенно расти и получать большую поддержку в других частях Хорватии, особенно в Сисаке, где в её ряды в 1910 году вступил и Иосип Броз Тито, который впоследствии станет президентом СФРЮ. В 1908 году СДПХиС получила место в Саборе (хорватском парламенте). В борьбе за расширение автономии Хорватии и Славонии и за демократические свободы партия сближалась с леволиберальным течением «прогрессистов».
Из-за относительно слабых связей с хорватским этническим большинством и своей пропаганды австромарксизма (она изначально не требовала независимости, но только финансовой автономии Хорватии и культурного сближения южных славян) партия числилась на обочине политической жизни. В первом десятилетии XX века СДПХиС выступала с требованием предоставления хорватскому народу права на самоопределение и пропагандировала теорию единого югославянского народа. Партия участвовала в совещании социалистов южнославянских земель в Любляне (1909) и 1-й Балканской социалистической конференции в Белграде (1910).
Партия выступила против подготовки нападения австро-венгерской армии на Королевство Сербию в 1914 году. Это привело к правительственному запрету всех организаций рабочего движения и профсоюзной прессы. Впрочем, в условиях войны деятельность и прочих партий Австро-Венгрии также была запрещена. Более половины членов СДПХиС были мобилизованы, что привело к её бездействию во время Первой мировой войны. К концу войны, в условиях нарастания революционного движения в Австро-Венгрии и Европе в целом, партия отказалась от австромарксизма, стала решительней требовать демократических свобод, самоопределения наций и объединения южных славян.
После распада Австро-Венгерской империи и создания Королевства сербов, хорватов и словенцев в конце 1918 года партия распалась к началу 1919 года. Одна часть её членов во главе с Витомиром Корачем решила работать с буржуазными силами в Народном вече словенцев, хорватов и сербов, чтобы таким образом вписаться в новую монархическую государственную структуру, в то время как остальные во главе с Джуро Цвийичем и Владимиром Чопичем отвергли реформизм, заявляли о своей солидарности с большевистской революцией и намерении вступить в Коминтерн. В 1919 году они стали одними из организаторов и членов Социалистической рабочей партии Югославии (коммунисты).
Югославская историография подчёркивала, что левое крыло партии составляло большинство и направило делегацию на национальный конгресс в Белграде, а Джуро Цвийич, в то время секретарь загребской организации, протестовал против «оппортунистического» партийного руководства и меньшинства СДПХиС, которое в итоге присоединилось к реформистской Социалистической партии Югославии.

## Партийная печать
Первым информационным бюллетенем рабочего движения в Хорватии и Славонии была «Sloboda» («Свобода»; 1892—1902). Главной хорватской социалистической газетой была «Slobodna riječ» («Свободное слово»; 1902—1914). Другими известными информационными бюллетенями были «Razredne borbe» («Классовая борьба»; 1907), «Pravo naroda» («Право нации»; Шид и Загреб, 1908—1912), издававшиеся на кириллице, и немецкоязычный «Volksrecht» (Загреб и Осиек, 1908—1912).

## Наследие
Социал-демократическая партия Хорватии, основанная в 1990 году и в итоге принявшая наименование Социал-демократы Хорватии, считалась преемницей СДПХиС. В качестве даты объединения этой партии с посткоммунистической Социал-демократической партией Хорватии было выбрано столетие со дня создания СДСХиС.